# Stazione di Soissons
La stazione di Soissons (in francese Gare de Soissons) è la principale stazione ferroviaria di Soissons, Francia.